# Ballana traversa
Ballana traversa är en insektsart som beskrevs av Delong 1964. Ballana traversa ingår i släktet Ballana och familjen dvärgstritar. Inga underarter finns listade i Catalogue of Life.